# Areop-Enap
Areop-Enap ou Areow Eñab est une divinité araignée de la mythologie nauruane à l'origine de la création du monde,. Areop-Enap est un nom nauruan qui signifie en français « vieille araignée »,.

## Cosmogonie
À l'origine du monde, celui-ci est constitué d'une vaste étendue d'eau,. L'araignée nommée Areop-Enap, plongée dans l'obscurité, cherche alors à se nourrir et trouve un objet arrondi qu'elle ramasse. Elle l'examine sans succès de tous les côtés pour trouver une ouverture et voir l'intérieur. L'objet, qui s'avère être un bénitier, sonne creux lorsque Areop-Enap tape dessus et elle en conclut qu'il est vide. Finalement, en usant de charme et de diplomatie, le coquillage s'entrouvre et Areop-Enap se glisse à l'intérieur (ou Areop-Enap est happé par la moule selon une autre version),.
Le coquillage refusant de se rouvrir, Areop-Enap entreprend d'explorer à tâtons cet endroit sombre et étroit et trouve un petit escargot,. Au lieu de le manger, elle le recueille entre ses pattes et dort ainsi durant trois jours afin de se renforcer aux côtés de cet autre être ancien. Délaissant le petit escargot, elle continue ensuite ses recherches, trouve un plus grand escargot et dort de la même manière à ses côtés pendant trois jours. Après une demande de l'araignée, le petit escargot parvient à ouvrir légèrement le bénitier. Pour le récompenser, Areop-Enap le transforme en Lune en le plaçant dans la partie occidentale du ciel.
Avec le peu de lumière qui éclaire ainsi l'intérieur du coquillage, Areop-Enap aperçoit un ver ou une chenille qu'il appelle Rigi. Il lance alors un sort à Rigi pour le rendre plus fort et qu'il puisse ainsi ouvrir la moule. Rigi place ainsi sa tête contre la valve supérieure et sa queue contre la valve inférieure mais la moule résiste. Rigi commence à transpirer au point que sa sueur forme une flaque, puis un lac et enfin une mer. La salinité de la mer force la moule à s'ouvrir ce qui la tue. Areop-Enap crée alors la Terre à partir de la valve inférieure, le ciel avec la valve supérieure et le Soleil à partir du grand escargot qu'il place dans la partie orientale du ciel. La chair de la moule sert à fabriquer les îles et Areop-Enap utilise sa soie pour créer la végétation. Areop-Enap, se rendant alors compte que Rigi est mort d'épuisement, l'enveloppe dans un cocon et le place dans le ciel pour former la Voie lactée.
Une fois le monde en place, Areop-Enap crée les humains avec des pierres pour que ceux-ci soulèvent encore plus le ciel et découvre qu'il existe d'autres créatures dans ce monde récent. Areop-Enap crée alors une créature ailée à partir de la poussière présente sous ses ongles afin que celle-ci harcèle toutes les créatures. Ces dernières se rassemblent toutes, s'appelant les unes les autres, dans le but de la tuer et Areop-Enap peut ainsi connaitre tous les noms des habitants du monde.